# Сремска жупанија
Сремска жупанија (лат. Comitatus Syrmiensis) била је жупанија, односно управна јединица средњовековне Краљевине Угарске (од 12. до 16. века), а потом Хабзбуршке монархије (између 1745. и 1918. године) и најзад Краљевине Срба, Хрвата и Словенаца (од 1918. до 1924. године). Обухватала је подручје Срема, а управно седиште жупаније био је град Вуковар (данас у саставу Хрватске).
Током раздобља хабзбуршке власти, Сремска жупанија је најпре била у саставу Краљевине Славоније, а потом се налазила у саставу Краљевине Хрватске и Славоније, која је била у државној заједници са Краљевином Угарском. У том периоду (1745-1918), два пута је укидана и обнављана, тако да није постојала у два краћа интервала (1785-1790) и (1849-1861). Знатно је увећана 1886. године, прикључењем Петровардинског окружја. Након тога, захватала је укупну површину од 6.866 , а у време пописа из 1910. године имала је 414.234 становника (густина 60,3 ст./km2). Укинута је 1924. године и трансформисана у Сремску област. Некадашњи простор ове жупаније данас је подељен између Србије (већи, средишњи и источни део) и Хрватске (мањи, западни део).

## Порекло назива
Сремска жупанија, као и сама област Срема, носила је назив изведен од имена древног, староримског града Сирмијума.

## Природне одлике
У време Аустроугарске управе, Сремска жупанија се налазила на крајњем истоку Хабзбуршке Хрватске и Славоније, односно на крајњем југу Хабзбуршке Угарске и била је погранична ка Краљевини Србији.
Простор жупаније приближно се поклапао са простором области Срема. Једино је на крајњем западу жупаније било неколико насеља, која су природно припадала области Славоније.

## Историја
Простор Срема био је у доба антике у оквиру Римског царства и ту се налазио древни град Сирмијум. У раном средњем веку за овај простор водиле су се борбе између Византије и њених северних суседа (Хуна, Острогота, Гепида, Ломбарда, Авара, Франака, Бугара, Панонских Словена, и касније Мађара).
Сремска жупанија је формирана у 12. веку, као једна од жупанија средњовековне Краљевине Угарске. Ова жупанија је обухватала само источни део Срема, док је у западним областима постојала засебна Вуковска жупанија. Поменуте жупаније су биле под непосредном угарском влашћу и нису припадале средњовековној Бановини Славонији. Крајем средњег века то је био погранични простор између Краљевине Угарске и српских држава (Краљевине Србије, Сремске државе краља Драгутина, Српског царства, Српске деспотовине).
Након 1521. године, Срем је потпао под власт Османског царства, а на подручју дотадашње жупаније основан је Сремски санџак.
Хабзбуршко царство преотело је део Срема од Турака већ 1688. године, а остатак 1718. године. Сремски простор је тада подељен између хабзбуршке Војне крајине и Дворске коморе. Сремска жупанија је основана 1745. године на простору северозападног Срема, док је југоисточни део остао у саставу Војне границе. Жупанија је била део Краљевине Славоније, која се заједно са Краљевином Хрватском налазила у саставу хабзбуршке Краљевине Угарске. Жупанија је имала своју сталешку скупштину, а на челу управе налазио се велики жупан. Током 18. века, поред Срба, Шокаца и Хрвата досељени су и Немци, Мађари, Русини и Словаци, али у мањем броју него у другим јужним деловима Хабзбуршке монархије.
Током српске револуције (1848-1849) у Сремским Карловцима је у пролеће 1848. године проглашена Српска Војводина, која је обухватала и Сремску жупанију. После револуције, на темељима те одлуке, постојало је Војводство Србија и Тамишки Банат, које је било кратког века (1849—1860). Током овог раздобља жупанија није постојала, јер је војводство било подељено на округе.
После 1860. године Сремска жупанија је обновљена и прикључена је Краљевини Славонији, која је заједно са Краљевином Хрватском чинила здружену Краљевину Хрватску и Славонију, која је имала одређени ниво аутономије у оквиру хабзбуршке Краљевине Угарске.
Током 1873. године извршено је развојачење свих регименти у саставу хрватске и славонске војне крајине, али те области нису одмах прикључене Краљевини Хрватској и Славонији, већ су добиле посебну земаљску управу, која се делила на шест крајишких окружја, међу којима је било и Петроварадинско окружје, које је настало развојачењем дотадашње Петровардинске регименте. Тек 1881. године, сва крајишка окружја прикључена су Краљевини Хрватској и Славонији, која је тиме добила границу на рекама Уни и Сави. У оквирима проширене Краљевине, прикључена окружја наставила су да постоје све до 1886. годинне, када је жупанијско уређење протегнуто и на те просторе. Тада је Петроварадинско окружје укључено у састав Сремске жупаније, која је тиме изашла на реку Саву.
Непосредно по окончању Првог светског рата, одржан је Велики народни збор у Руми на коме су 24. новембра 1918. године усвојени закључци о политичком положају Срема у контексту предстојећег народног и државног уједињења. Цео простор Сремске жупаније је потом укључен у новостворену Краљевину Срба, Хрвата и Словенаца. Жупанија је наставила да постоји као административна јединица све до увођења нове обласне организације (1921-1924), када је ушла у састав Сремске области.
Део некадашње жупаније који је данас у саставу Србије већим делом припада АП Војводини, док је мањи део у саставу Града Београда.

## Становништво
- Према попису из 1870, жупанија је имала 120.352 ст.;
- Према попису из 1890, жупанија је имала 347.022 ст.
- Према попису из 1910, жупанија је имала 414.234 ст.

Становништво према матерњем језику (Попис 1910):
- Српски = 183.109 (44,20%),
- Хрватски = 106.198 (25,64%),
- Немачки = 68.086 (16.44%),
- Мађарски = 29.522 (7,13%),
- Словачки = 13.841 (3,34%),
- Русински = 4.642 (1,12%).

Етнички размештај: У Сремској жупанији је преовлађивало јужнословенско становништво, с тим што су Срби били бројнији у средишњем и источном Срему, док су Хрвати били бројнији у западном. Оба народа су више била присутна на селу, него у граду. Немци су поглавито насељавали градове и варошице, као и неколико већих села у средишњем делу Срема, тј. најплоднији део, северно од мочвара уз Саву и јужно од брда Фрушке горе. Мађари, Словаци и Русини су били ограничени на по пар насеља, размештених широм Срема.

## Управна подела
Почетком 20. века, управна подела Сремске жупаније била је следећа:
| Срезови                    | Срезови                            |
| Срез                       | Седиште                            |
| -------------------------- | ---------------------------------- |
| Винковачки срез            | Винковци                           |
| Вуковарски срез            | Вуковар                            |
| Жупањски срез              | Жупања                             |
| Земунски срез              | Земун                              |
| Илочки срез                | Илок                               |
| Иришки срез                | Ириг                               |
| Митровачки срез            | Митровица, данас Сремска Митровица |
| Румски срез                | Рума                               |
| Старопазовачки срез        | Стара Пазова                       |
| Шидски срез                | Шид                                |
| Слободни краљевски градови |                                    |
| Земун                      |                                    |
| Градови — срезови          |                                    |
| Сремски Карловци           |                                    |
| Петроварадин               |                                    |
| Митровица                  |                                    |